# Едріан Ньюї
Едріан Ньюї (англ. Adrian Newey; нар. 26 грудня 1958, Стретфорд-на-Ейвоні, Велика Британія) — один з найуспішніших автоспортивних конструкторів/інженерів в історії автоспорту.
Боліди, сконструйовані під керівництвом британця для різних команд, дозволили їм тричі виграти перегони на 500 миль Індіанаполіса і двічі допомогли стати чемпіонами в серії Champ Car, в перегонах Формули-1 принесли перемогу в 109 Гран-прі, 9 чемпіонських титулів і 9 Кубків Конструкторів (з 1991 року і станом на 2012-й).

## Біографія
Цікаво, що у старших класах Едріан навчався разом з популярним на сьогодні автомобільним журналістом Джеремі Кларксоном, а його головною пристрастю із дитинства були автомобілі та перегони. Маленький Ньюї спочатку колекціонував збірні моделі різних спортивних автомобілів, але потім зацікавився картингом.
Його батько був, звичайним ветеринаром, тож не мав можливості оплачувати це захоплення, тож Едріан почав збирати гроші, для купівлі побитого в аваріях шасі і малосправний двигун. Про те, щоб розраховувати на хороші результати, в такій ситуації думати не доводилося, але хлопець приклав руки і голову, щоб довести техніку до прийнятного рівня. На цьому кар'єра Ньюї-пілота за великим рахунком закінчилася, але юнак бере участь у змаганнях та має в своєму активі четверте місце в 24 години Ле-Мана.
Ньюї закінчив Університет Саутгемптона в 1980 році. Отримав 1-й ступінь з відзнакою в галузі аеронавтики (інженер-аеродинамік) і відразу почав працювати в команді Формули-1 Емерсона Фіттіпальді. А у 1981 році перейшов в команду March.

## Кар'єра
У Формулі-1 працював у командах Williams і McLaren. Сьогодні працює в команді Формули-1 Red Bull Racing, на посаді технічного директора.
| Рік  | Команда  | Шасі   | Перемога в заліку пілотів | Перемога в Кубку Конструкторів |
| ---- | -------- | ------ | ------------------------- | ------------------------------ |
| 1992 | Williams | FW14B  | ✓                         | ✓                              |
| 1993 | Williams | FW15C  | ✓                         | ✓                              |
| 1994 | Williams | FW16   |                           | ✓                              |
| 1996 | Williams | FW18   | ✓                         | ✓                              |
| 1997 | Williams | FW19   | ✓                         | ✓                              |
| 1998 | McLaren  | MP4/13 | ✓                         | ✓                              |
| 1999 | McLaren  | MP4/14 | ✓                         |                                |
| 2010 | Red Bull | RB6    | ✓                         | ✓                              |
| 2011 | Red Bull | RB7    | ✓                         | ✓                              |
| 2012 | Red Bull | RB8    | ✓                         | ✓                              |
| 2021 | Red Bull | RB16B  | ✓                         |                                |
| 2022 | Red Bull | RB18   | ✓                         | ✓                              |
| 2023 | Red Bull | RB19   | ✓                         | ✓                              |